# Llers
Llers è un comune spagnolo di 1 012 abitanti situato nella comunità autonoma della Catalogna.